# Tirünsz uralkodóinak listája
Tirünsz önálló uralkodói csak egy rövid, talán egy évszázadot sem elérő periódusban éltek. Tirünsz alapítójának Proitoszt tekintik. A hagyomány szerint Tirünsz harmadik uralkodója, Perszeusz alapította Mükénét, de nem ismert, mikor került át a királyi székhely az új városba. Eurüsztheusz után a Tirünsz és Mükéné királya cím helyett már csak a Mükéné királya címet használták. Az alábbi uralkodólistának valószínűleg egyik tagja sem történeti személy.
Lásd még: Mükéné uralkodóinak listája
| Név          | Idő                           | Idő                           | Idő                           |
| ------------ | ----------------------------- | ----------------------------- | ----------------------------- |
| Proitosz     | i. e. 14. század              | i. e. 14. század              | i. e. 14. század              |
| Megapenthész | i. e. 14. század              | i. e. 14. század              | i. e. 14. század              |
| Perszeusz    | i. e. 14. század              | i. e. 14. század              | i. e. 14. század              |
| Alkaiosz     | i. e. 14. század              | i. e. 14. század              | i. e. 14. század              |
| Amphitrüón   | i. e. 14. század              | i. e. 14. század              | i. e. 14. század              |
| Szthenelosz  | i. e. 14. század              | i. e. 14. század              | i. e. 14. század              |
| Eurüsztheusz | i. e. 14-13. század fordulója | i. e. 14-13. század fordulója | i. e. 14-13. század fordulója |